# Tên hiệu hoàng gia Ai Cập cổ đại

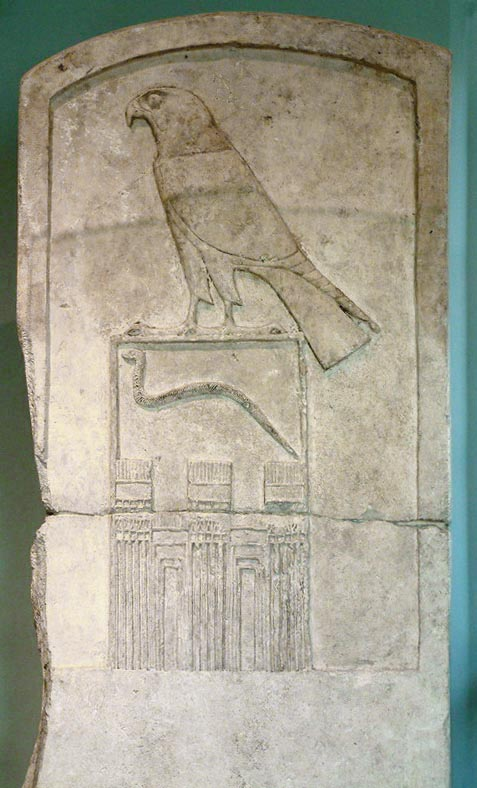
Serekh, tên của Djet, bức chửa bằng đá này được trưng bày ở Bảo tàng Louvre, Pháp

Tên hiệu hoàng gia của một pharaon Ai Cập cổ đại là một hoặc nhiều loại tên được chuẩn ước của các vị vua Ai Cập cổ đại. Nó tượng trưng cho quyền lực cai trị, và có thể là tên của một vị thần đại diện cho quyền lực, và cũng dùng như tên cho triều đại của một vị vua (đôi khi nó có thể thay đổi).
Trong thời kỳ Cổ Vương quốc, các vị vua có thể có tới 3 tước hiệu. Tên Horus là cổ nhất và có từ thời sơ triều đại. Tên Nesw Bity được bổ sung giữa Vương triều thứ nhất. Tên Nebty xuất hiện ở cuối Vương triều thứ Nhất. Tên bik-nbw chưa được tìm hiểu rõ. Tên ngai và tên đầy đủ xuất hiện muộn hơn và thường nằm trong hình ô van. Đến thời kỳ trung vương quốc, các tên gọi của nhà vua bao gồm Horus, nebty, Horus vàng, tên đầy đủ và tên ngai, với một số pharaon, chỉ có một hoặc hai trong số đó được biết đến.

## Tên Horus
| G5 | O33 |

Tên Horus được nhà vua đặt khi đăng quang và được viết trong một khung hình vuông tượng trưng cho cung điện gọi là serekh. Ví dụ lâu đời nhất của serekh có từ triều đại của vua Ka, trước Vương triều thứ Nhất. Tên Horus của một số vị vua thể hiện mối liên hệ với thần Horus. Aha nghĩa là "chiến binh Horus", Djer nghĩa là "Horus hùng mạnh", vân vân. Sau đó, các vị vua thể hiện những lý tưởng về vương vị trong tên Horus của mình, Khasekhemwy nghĩa là "Horus: hai quyền năng hòa làm một", Nebra nghĩa là "Horus, chúa tể của Mặt Trời"...

## Tên Nebty ("Hai quý bà")
| G16 |

Ví dụ đầu tiên của tên nebty có từ triều đại của vua Aha ở Vương triều thứ nhất. Tên gọi này liên kết nhà vua với các vị nữ thần Nekhbet và Wadjet. Đứng trước tước hiệu này là hình ảnh con kền kền (Nekhbet) và con rắn hổ mang (Wadjet) trên một chiếc rổ.
Tên Nebty ("Hai quý bà") đã liên quan đến cái gọi là "huy hiệu" nữ thần của Thượng và Hạ Ai Cập:
- Nekhbet, thần bảo trợ cho Thượng Ai Cập, đại diện bởi một con kền kền
- Wadjet, thần bảo trợ của Hạ Ai Cập, đại diện bởi một con rắn hổ mang

Tên Nebty lần đầu tiên được sử dụng chính thức bởi Vương triều thứ Nhất của Ai Cập, đời pharaon Semerkhet. Nó trở thành một tên hoàn toàn độc lập vào Vương triều thứ Mười hai.

## Tên Horus Vàng
| G8 |

Đứng trước tên Horus vàng là hình ảnh con chim ưng trên một dấu hiệu vàng (nbw). Tước hiệu này có lẽ tượng trưng cho thần tính của nhà vua. Mối liên hệ giữa hai dấu hiệu Horus và vàng có thể dùng để chỉ quan niệm rằng cơ thể các vị thần được làm bằng vàng, cũng như các kim tự tháp và cột đá tượng trưng cho tia nắng mặt trời. Dấu hiệu vàng còn có thể được dùng để chỉ Nubt, thành phố của Set. Điều này ám chỉ việc Horus đánh bại Set.
Tên Horos Vàng thường nổi bật qua các hình ảnh của con Kền kền Horus ngồi bên trên hay bên cạnh tên ngai bằng chữ tượng hình.

## Tên Ngai (prenomen)

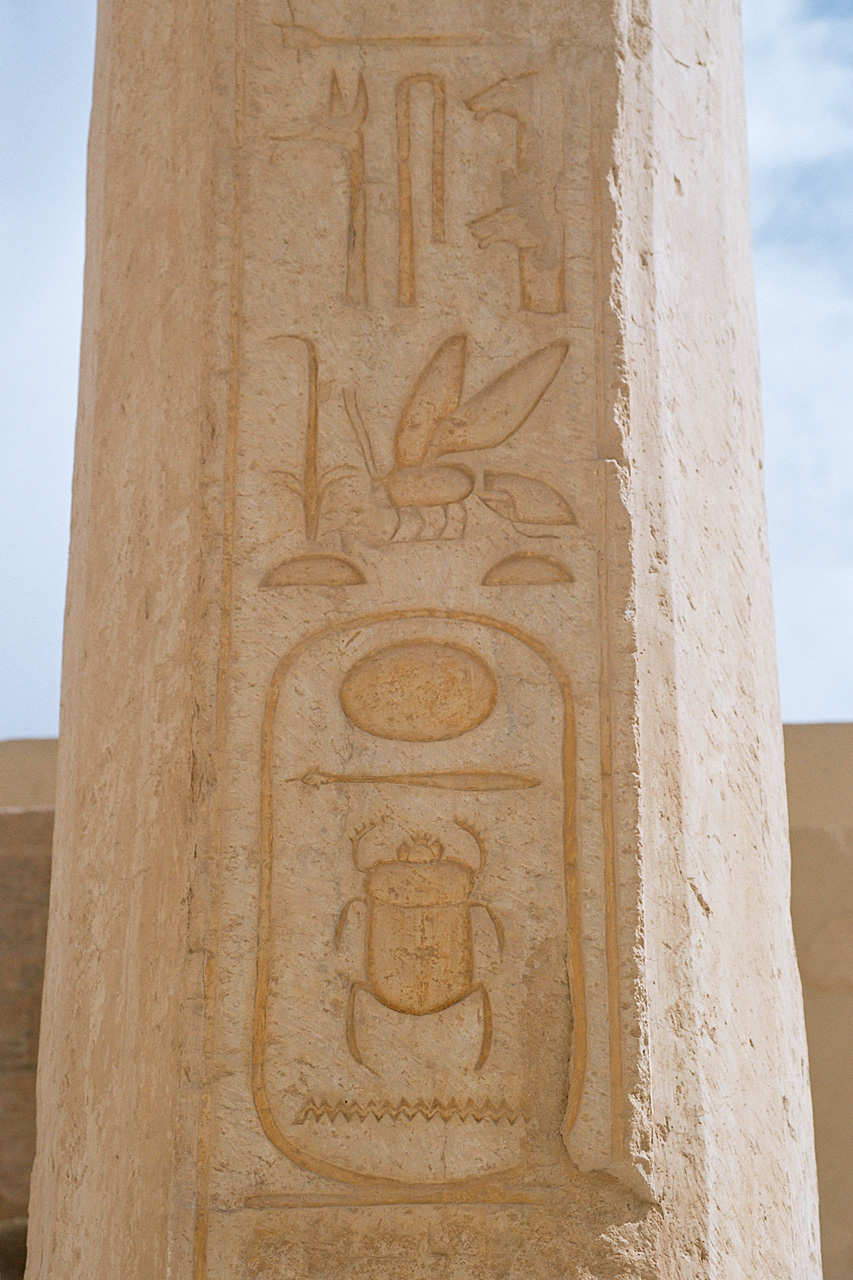
Tên Prenomen bằng chữ tượng hình được bao bọc trong một hình vỏ đạn. Đó là tên của Thutmosis II, biểu tượng bởi cây cói và ong, tại ngôi đền của Hatshepsut, Luxor, Ai Cập

| M23 · t | L2 · t |

Tên Ngai (còn gọi là prenomen) của pharaon được viết trong một khung hình vỏ đạn bao bọc tên vua bằng các chữ tượng hình, và thường đi kèm với tiêu đề như victoria-bity (nesu-bity, nesw-late, nswt-bjtj).
Thuật ngữ này có nghĩa là "Ông của Cói và Ong", nhưng thường là dịch là prenomen cho tiện nghi, như là "Vua của Thượng và Hạ Ai Cập", loài cây cói và ongtương ứng là biểu tượng cho Thượng và Hạ Ai Cập.

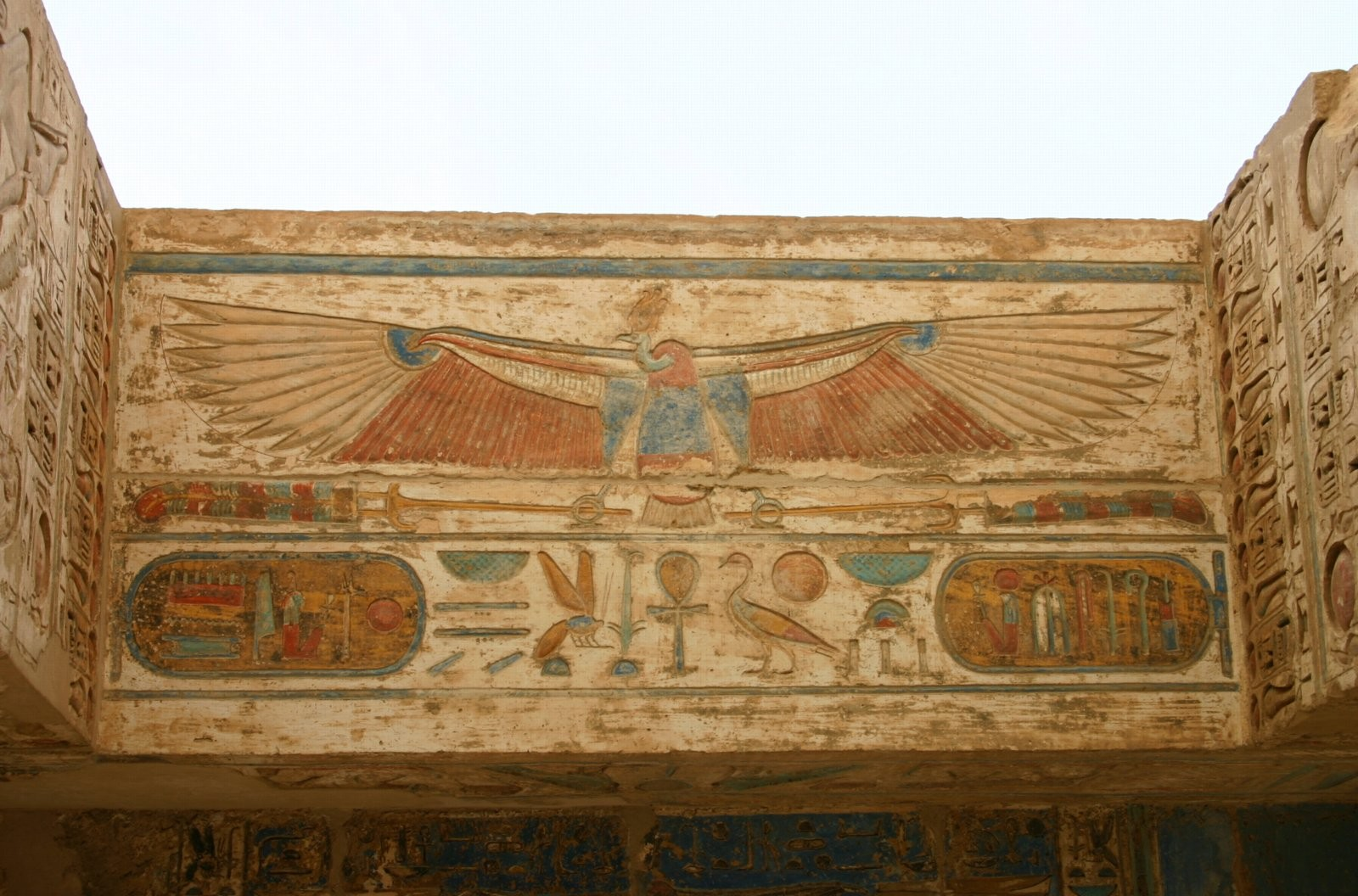
Tên riêng và tên ngai của Ramesses III

Tên ngai thường đứng sau tên vua của Thượng và Hạ Ai Cập (nsw bity) hoặc Chúa tể của Hai Vùng đất (nebtawy) và thường bao gồm tên thần Re. Tên riêng thường đứng sau Con trai thần Re (sa-ra) hoặc Chúa tể của Sự hiện diện (neb-kha).

## Tên cá nhân (nomen)
| G39 | N5 | \| \| |
|     |    |       |

|  |

Tên cá nhân hay tên riêng của một pharaon là tên được đặt ban đầu cho các pharaon ngay lúc sinh ra. Tên này là biểu hiện cho "Con của thần Ra" được viết bằng chữ tượng hình một con vịt (za) (ở hình trên), là từ đồng âm cho của từ "con trai" (za), tiếp giáp với hình của một mặt trời tròn, một biểu tượng của thần mặt trời Ra.